# Vertreibung

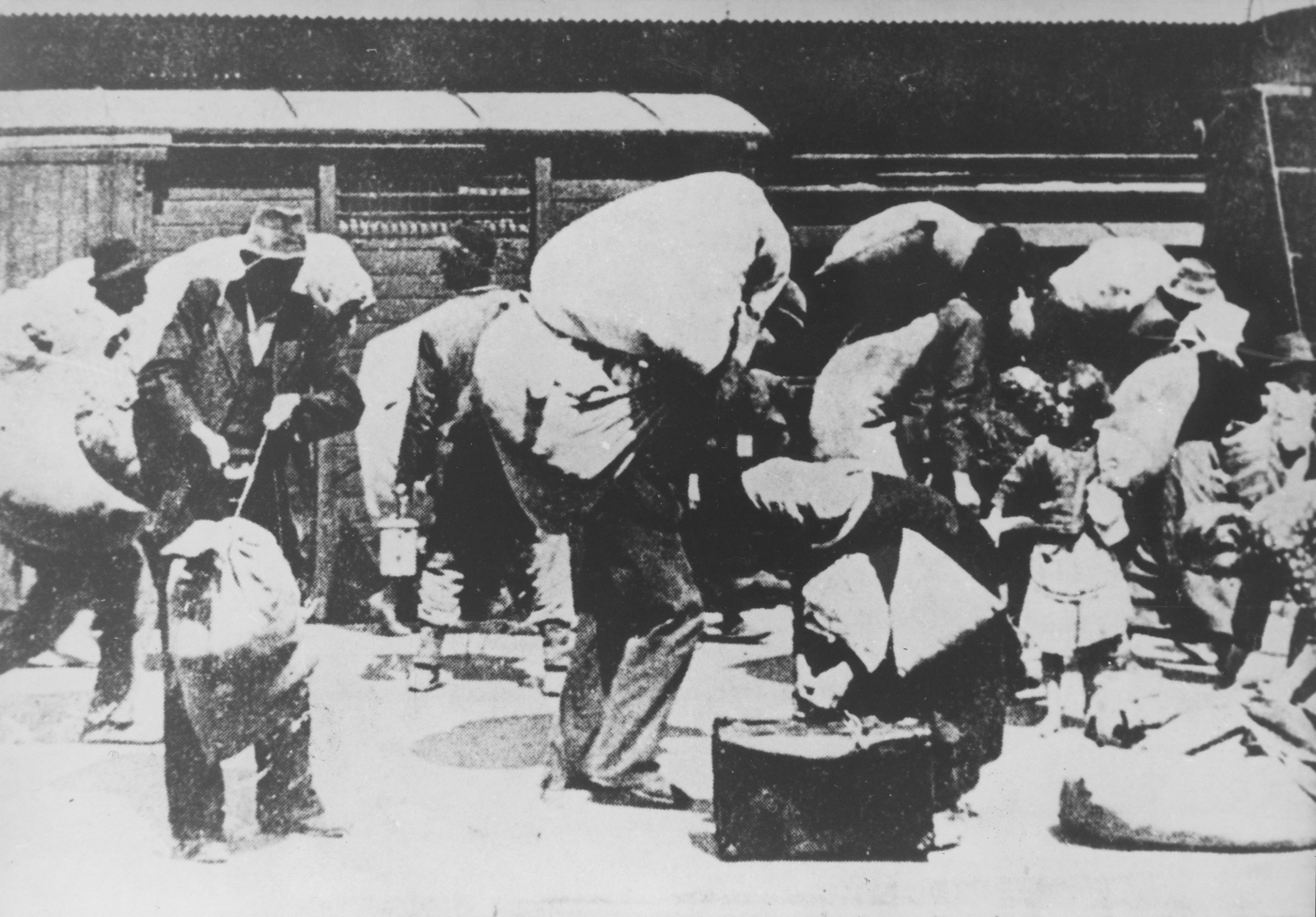
Vertreibung von Serben durch das Ustascha-Regime, 1941

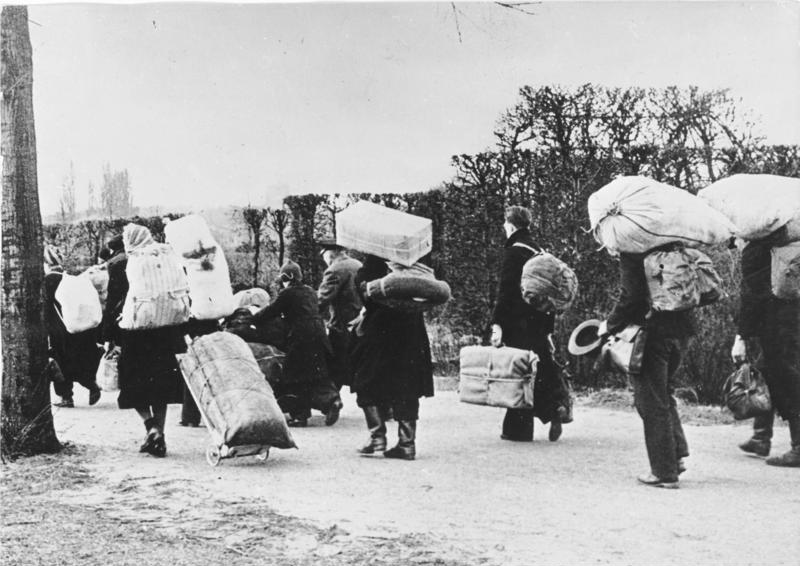
Vertreibung von Deutschen aus den Ostgebieten, 1945

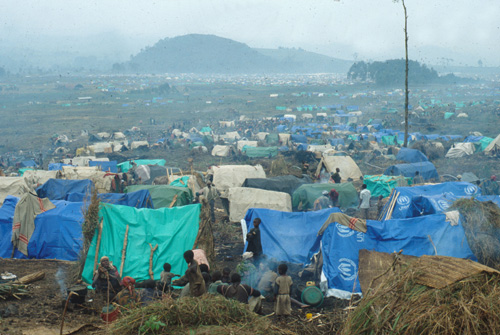
Flüchtlingslager in Zaire infolge des Völkermords in Ruanda, 1994

Vertreibung ist eine mit Gewalt oder deren Androhung erzwungene Migration zumeist religiöser oder ethnischer Minderheiten, die genötigt werden, ihre angestammte Herkunftsregion zu verlassen. Darunter fallen erzwungene, dauerhafte Flucht, Ausweisung und erzwungene Umsiedlung aus einem Staat oder bei dessen Neu- bzw. Umbildung. Das unterscheidet sie von der Deportation, die Zwangsumsiedlungen innerhalb eines Herrschaftsbereichs bezeichnet. Die Abgrenzung zu anderen Formen der Migration ist oft schwierig.

## Definitionen und Abgrenzungen
Der Begriff der Vertreibung ist weder juristisch noch historisch klar und unmissverständlich definiert. Er war lange Zeit ein politischer Kampfbegriff und ist immer noch ein Terminus der politischen Sprache. Philipp Ther plädiert für folgende Definition:

„Vertreibung ist eine erzwungene Form von Migration über Staatsgrenzen hinweg. Die von ihr Betroffenen werden unter mittelbarem oder unmittelbarem Zwang dazu genötigt, ihre Heimat zu verlassen. Vertreibung ist unumkehrbar und endgültig.“

Deportation unterscheidet sich nach Ther von Vertreibung dadurch, dass eine spätere Rückkehr nicht ausgeschlossen ist. Außerdem findet sie immer innerhalb des Herrschaftsgebietes eines Staates statt.
Der Geograph Peter Meusburger setzt Vertreibung mit ethnischer Säuberung gleich und definiert sie als „mit Gewalt oder sonstigen Zwangsmitteln bewirkte Aussiedlung der Bevölkerung aus ihrer Heimat über die Grenzen des vertreibenden Staates hinweg“.
Die Historiker Stefan Troebst und K. Erik Franzen definieren Vertreibung „als mit der Anwendung oder zumindest mit der Androhung von Gewalt verbundene erzwungene Bevölkerungsbewegung von Menschen (zumeist von religiösen oder ethnischen Minderheiten, → nationale Minderheit), die zum Verlassen ihrer Herkunftsregion gezwungen sind.“ Hierunter subsumieren sie auch Flucht, sofern sie dauerhaft erfolge und durch Gewalt oder deren Androhung erzwungen werde, und die Ausweisung oder Umsiedlung einer Bevölkerungsgruppe bzw. -minderheit aus einem Staat.
Knapper definiert der Migrationsforscher Jochen Oltmer: Vertreibung sei eine „räumliche Mobilisierung durch Gewalt ohne Maßnahmen zur Wiederansiedlung“.
Darüber hinaus werden zahlreiche Begriffe verwendet, die bestimmte Konnotationen haben:
- Vertreibung beinhaltet erzwungenes Verlassen eines Ortes oder Gebiets aufgrund von Ausweisung oder (staatlicher) Verfolgung. Da es neben massiver Verfolgung politische und gesellschaftliche Diskriminierungen oder rein ökonomisch begründeten Druck unterschiedlichsten Grades gegeben hat und gibt, ist es ohne Nachweis einer Ausweisung oder Gewaltandrohung oft schwer, Vertreibung gegenüber freiwilliger Auswanderung oder auch freiwilligem großräumigem Ortswechsel innerhalb eines Staates abzugrenzen. In der Forschung besteht kein Konsens, wie Flucht und Zwangsmigration voneinander trennscharf abzugrenzen wären.[6]
- Ausweisung ist ein Verwaltungsakt mit dem Ziel, die Anwesenheit des Betroffenen in einem Land zu beenden und ihm Wiedereinreise und weiteren Aufenthalt zu verwehren. Ausweisungen stellen grundsätzlich Interessen eines Staates oder einer Gemeinschaft über das Wohl des Ausgewiesenen.
- Abschiebung ist der behördliche Vollzug einer in einem rechtsstaatlichen Verfahren festgestellten Ausreisepflicht (Ausweisung).
- Bei einer Flucht verlassen Menschen ihre Heimat nicht auf behördliche Anordnung, sondern um einer – möglicherweise lebensbedrohenden – Gefahr zu entgehen. Sie werden nicht unmittelbar zum Verlassen ihrer Heimat gezwungen, sondern mittelbar. Falls Flüchtlingen oder Ausgewiesenen die Rückkehr in ihre Heimat verwehrt wird, unterscheidet sich ihre Lage nicht mehr von der Lage von Vertriebenen. Häufig wird der Begriff zusammen – in der Formulierung „Flucht und Vertreibung“ – verwendet.
- Ethnische Säuberung etablierte sich mit der Weiterentwicklung des Völkerstrafrechts bei Juristen und Historikern (und später auch in Medien und der Öffentlichkeit) als Begriff für Maßnahmen, die das Ziel haben, Bevölkerungsgruppen zu entfernen, die der Vorstellung der Behörden oder einer mächtigen Bevölkerungsgruppe von der sprachlichen oder kulturellen Zusammensetzung ihres Gemeinwesens widersprechen. Von den Methoden ist der Genozid mit Abstand die verbrecherischste, die Vertreibung aber auch hochgradig inhuman.
- Staatlich erzwungene Umsiedlung hat in Imperien auch häufig dem Zweck gedient, verschiedene Bevölkerungsgruppen zu mischen, um dadurch separatistischen Aktivitäten vorzubeugen.
- Neben vorrangig staatspolitisch motivierten Vertreibungen gab und gibt es auch immer wieder vorrangig wirtschaftlich motivierte im Rahmen großräumiger Änderungen der Flächennutzung. Beispiele sind große Staudammprojekte, in jüngerer Zeit etwa in der Volksrepublik China und in der Türkei, Tagebaue (etwa Ostdeutschland oder die Ville) sowie die Anlage von Großfarmen in Gebieten mit bisher traditionellen Wirtschaftsformen, etwa in Indonesien. Längst nicht immer sind die Behörden willens und in der Lage, Einwohnern, die diesen Projekten weichen müssen, angemessene Entschädigungen und attraktive neue Siedlungsgebiete zur Verfügung zu stellen.

Flucht ist das ungeordnete, teilweise panische Zurückweichen vor einem Feind, Angreifer, einer Gefahr oder einer Katastrophe. Häufig werden beide Begriffe zusammen – in der Formulierung „Flucht und Vertreibung“ – verwendet. In Deutschland und Österreich verbindet man den Begriff „Vertreibung“ im Alltagsverständnis vor allem mit der Flucht, Ausweisung und Zwangsumsiedlung von Deutschen aus den Ostgebieten des Deutschen Reiches sowie aus dem Sudetenland, die nach dem Zweiten Weltkrieg im Ergebnis alliierter Übereinkunft unter die Verwaltung der Volksrepublik Polen und der Sowjetunion gefallen waren beziehungsweise wieder Teil der Tschechoslowakei wurden.
In der Sowjetischen Besatzungszone und in der DDR war „Umsiedler“ die offizielle Bezeichnung. Der Begriff „Vertriebene“ wurde vermieden.

## Antike
Als Babylonisches Exil wird die Epoche der Geschichte Israels bezeichnet, die 598 v. Chr. mit der Eroberung Jerusalems durch den babylonischen König Nebukadnezar II. begann und bis zur Eroberung Babylons 539 v. Chr. durch den Perserkönig Kyros II. dauerte. Ein Großteil der Bevölkerung, vor allem die Oberschicht, wurde nach Babylon exiliert oder deportiert und dort zwangsangesiedelt.
Zu den bekanntesten Vertreibungen im Römischen Reich gehört die Vertreibung der Juden aus Palaestina nach der Niederschlagung des Bar-Kochba-Aufstandes von 132 bis 135 n. Chr.

## Mittelalter
- Vertreibung von Juden durch Pogrome in zahlreichen Ländern sowie von anderen religiösen oder ethnischen Minderheiten, Hugenotten, Katharern, von der Kirche sogenannten Ketzern (Waldenser, Katharer u. a.), von Muslimen in den von Kreuzzügen betroffenen Gebieten etc.; oft waren diese Vertreibungen mit Massenmorden verbunden.
- Karl der Große (747/748–814):
  - Umsiedlung von Friesen ins Binnenland zu deren besserer Kontrolle
  - Vertreibung der Sachsen aus Ostholstein um 811, als er dieses den bei der Unterwerfung der Sachsen verbündeten slawischen Wagriern überließ.
- Friedrich I., genannt „Barbarossa“:
  - 1162 Vertreibung der Einwohner Mailands aus ihrer Stadt, die sie lange Jahre nicht betreten und wieder aufbauen durften.

## Neuzeit (bis Anfang 20. Jahrhundert)
- Vertreibung und Völkermord an indigenen Völkern während der Besiedlung Amerikas und Australiens und danach, teilweise bis in die jüngere Vergangenheit. Viele Indianervölker wurden dauerhaft in Reservate deportiert.
- Spanien:
  - 1492 werden die spanischen Juden (Sephardim) durch das Alhambra-Edikt der Katholischen Könige Isabella I. von Kastilien und Ferdinand II. von Aragon vertrieben. Die meisten Juden flüchten nach Portugal, wo sie fünf Jahre später weiter vertrieben werden.
  - Die Morisken werden um 1570 bis 1611, obwohl inzwischen getauft (also ethnische Säuberung), aus Andalusien zunächst teilweise in andere Gegenden Spaniens umgesiedelt, dann ausgewiesen, überwiegend nach Marokko und Tunesien.
- Österreich:
  - 16. Jahrhundert: Tötung und Vertreibung tausender Hutterer (Anhänger von Jakob Hutter) sowie weiterer Täufer und Protestanten. 1540 wurden ungefähr 80 männliche Hutterer, die ihrem Glauben und gemeinschaftlichen Leben abzusagen nicht bereit waren, in ihrer Siedlung bei Steinabrunn in Niederösterreich verhaftet, später gefoltert und getrennt von ihren Familien lebenslang als Rudersklaven auf den kaiserlichen Galeeren verurteilt. Kaiser Ferdinand II. (1619–1637) erklärte, „lieber über eine Wüste als über ein ketzerisches Land herrschen zu wollen.“ Nach der Niederlage der evangelischen Stände Böhmens in der Schlacht am Weißen Berg (1620) wurden Tausende zur Auswanderung aus den tschechischsprachigen Kronländern gezwungen, darunter Jan Amos Komensky (Philosoph, Erzieher und Bischof der Brüder-Unität).
  - Erst Kaiser Joseph II. gewährte durch das Toleranzpatent vom 13. Oktober 1781 den Vertretern des Augsburger und Helvetischen Bekenntnisses (Lutheranern und Reformierten) sowie den nichtunierten Griechen (Orthodoxe) ohne Rücksicht auf den bisherigen Rechtsstand ein ihrer Religion gemäßes Privatexercitium und gewisse bürgerliche Rechte, die auf beschränkte bürgerliche Gleichberechtigung mit den Katholiken hinausliefen und somit vor Vertreibung schützten. Trotz des 1781 durch den römisch-deutschen Kaiser erlassenen Toleranzpatentes für die Evangelischen wurden beispielsweise 1834 noch 440 Zillertaler aus Tirol ausgewiesen.
- Nordamerika:
  - Great Upheaval (frz.: Le Grand Dérangement) – die Vertreibung von französisch-akadischen Einwohnern der Provinzen Akadien und Nova Scotia im Jahre 1755. Durchgeführt durch die Briten nach deren Sieg im Britisch-Französischen Krieg. Die Nachkommen dieser Vertriebenen sind als Cajun bekannt.
  - Der „Pfad der Tränen“ ist benannt nach der 1800 und 1830 erfolgten zwangsweisen Umsiedlung von Indianerstämmen, um deren Land nutzen zu können;
  - der „Lange Marsch“ der Navajo im März 1864, die nach einem 563 Kilometer langen Gewaltmarsch ins Bosque-Redondo-Reservat in New Mexico mit Mescalero-Apachen zusammengetrieben wurden.
- Schottland: Seit etwa 1780 wurden während der Highland Clearances etwa 500.000 großenteils Gälisch sprechende Einwohner aus dem schottischen Hochland vertrieben, in manchen Gegenden über 90 % der Bevölkerung. Die vordergründig wirtschaftlich begründete Maßnahme (lukrative extensive Schafzucht) erfüllte auch einen politischen Zweck, da die Highländer an mehreren Aufständen gegen die englische Krone teilgenommen hatten.
- Irland: Während der Großen Hungersnot in Irland 1845–1849 wurden Zehntausende irische Bauern vertrieben, weil sie die Pacht für ihr Land nicht aufbringen konnten; ein berüchtigtes Beispiel ist der Ballinglass Incident.
- Russland: Vertreibungen der 1860er-Jahre im Nordkaukasus, Tscherkessen und andere Völker (siehe auch Völker und Sprachen in Russland und Muhacir).
- Afrika: Bereits vor der europäischen Kolonialherrschaft, die überwiegend im 19. Jahrhundert begann, haben sich Völker in Afrika gegenseitig bekriegt, wobei es auch zu Vertreibungen kam; dies setzte sich während und nach der Kolonialzeit fort, so zum Beispiel in Ruanda in den 1990er-Jahren.
- Balkan: Muslimische Flüchtlingsbewegungen in und aus den Balkanprovinzen im Osmanischen Reich 1814–1926 und in die Republik Türkei 1923–1991.
- Deutsches Reich: Polenausweisungen. Von März 1885 an wurden insgesamt 32.000 Polen mit ungeklärter, russischer oder österreichischer Staatsangehörigkeit aus Ostdeutschland ausgewiesen, obwohl sie dort zum Teil seit Generationen gelebt hatten. Die Aktion, die selbst in konservativen Kreisen als „unklug und nutzlos grausam“ kritisiert wurde, hatte eine antisemitische Spitze: Mehr als ein Viertel der Betroffenen waren Juden.[7]

## Während und nach dem Ersten Weltkrieg
- Türkei: Vertreibung und Völkermord an zahlreichen Armeniern und Griechen 1915. Den Armeniern wurde Untreue gegenüber dem Osmanischen Reich vorgeworfen. Mehrere Hunderttausend Menschen wurden ermordet oder vertrieben.
- Zweite Polnische Republik: 1918/19 bis 1939 verließen rund 1,5 Millionen Deutsche die gemäß dem Versailler Vertrag polnisch gewordenen gemischten Siedlungsgebiete (u. a. im Polnischen Korridor), wobei in Oberschlesien Deutsche wie Polen in großer Zahl aus ihrem bisherigen Wohnort in den Staat ihrer Wahl zogen.
- Die Angehörigen der vierten Alija (1924–1932) flohen vor den Judenverfolgungen des wiedererrichteten Polen nach Palästina.[8]
- Elsaß-Lothringen: Ausweisung von ca. 132.000 Deutschen nach 1918. Die Franzosen führten ein Klassifizierungs-System ein: Nach 1871 zugezogene Deutsche (niedrigste von vier Stufen) wurden grundsätzlich vertrieben. Etwa 200.000 Personen mussten nach Deutschland übersiedeln. Etwa die Hälfte davon konnte in den folgenden Monaten wieder nach Elsaß-Lothringen zurückkehren, nachdem US-Präsident Woodrow Wilson auf die Regierung in Paris Druck ausgeübt hatte.
- Memelland: Vertreibung von ca. 16.000 Deutschen nach 1923 durch den litauischen Staat.
- Griechenland und Türkei: Griechenverfolgungen im Osmanischen Reich 1914–1923 und Vertreibung der jeweiligen Minderheiten als Folge des Ersten Weltkrieges und des Griechisch-Türkischen Krieges. Gemäß dem Vertrag von Lausanne bzw. der Konvention über den Bevölkerungsaustausch zwischen Griechenland und der Türkei von 1923 wurden mehrere Hunderttausend Menschen umgesiedelt und größtenteils vertrieben, davon ungefähr dreimal so viele Griechen wie Türken. Die Vertreibungen wurden von zahlreichen Massakern begleitet. Es handelte sich um den weltweit ersten umfangreichen, von Vertretern zweier Staaten unterzeichneten „Bevölkerungsaustausch“.[9]

## Vor und während des Zweiten Weltkriegs

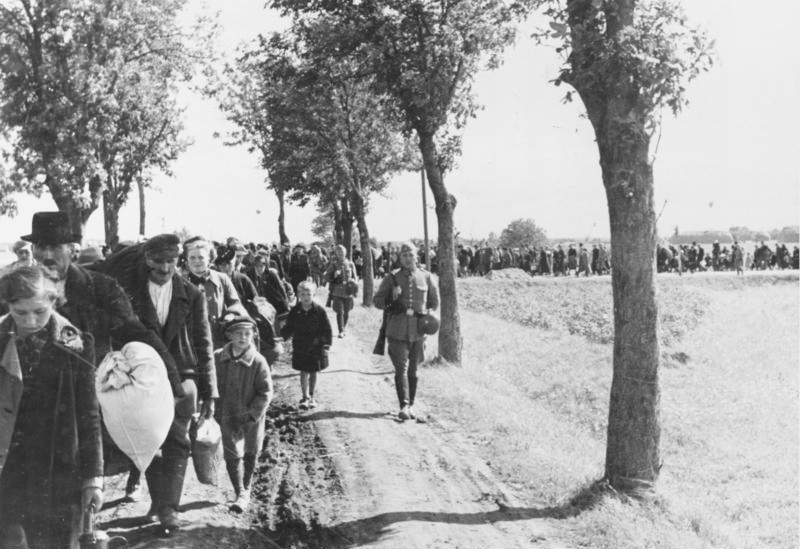
Zwangsumsiedlung von Polen aus dem Wartheland durch das nationalsozialistische Deutschland (1939)

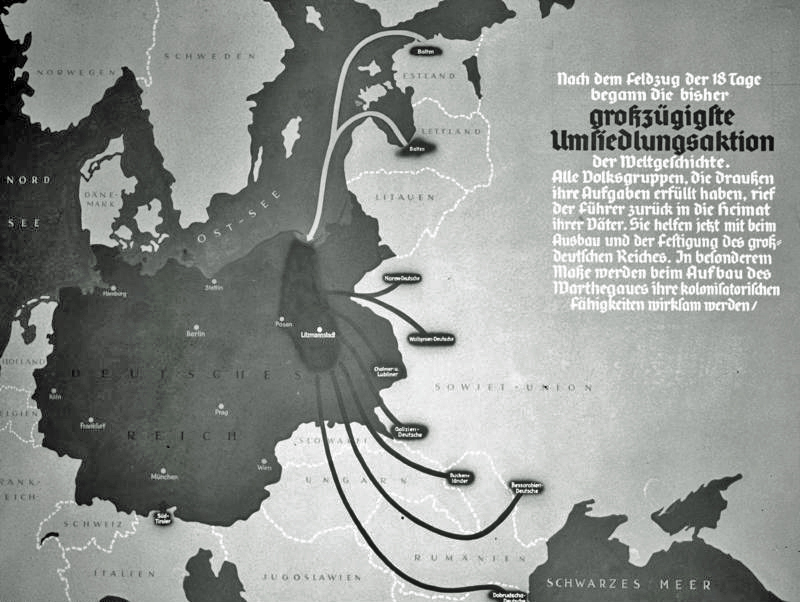
„großzügigste Umsiedlungsaktion der Weltgeschichte“, Propagandaplakat zur Kolonisierung des Warthegaues

Die Vertreibung eines großen Teils der jüdischen Deutschen durch immer weitergehende Formen der Entrechtung und Verfolgung seit der Machtübernahme der Nationalsozialisten 1933 war ein erster Schritt zur „Endlösung der Judenfrage“ bzw. dem Holocaust ab 1941; dabei wird sowohl von dem individuellen Erleben aus Sicht der Opfer (Zwang zum Gang ins Exil) gesprochen wie auch von einer Vertreibung ganzer Gruppen von Intellektuellen, Künstlern (z. B. Filmschaffende oder „Verstummte Stimmen – die Vertreibung der ‚Juden‘ aus der Oper 1933 bis 1945“ (Wanderausstellung)), Medizinern oder Juristen und anderen durch Gesetzgebung und Maßnahmen im Geschäftsleben oder privaten Umfeld.
1939 vereinbarten Adolf Hitler und Benito Mussolini die Umsiedlung der Südtiroler, die so genannte Option. Dabei wurden Südtiroler gezwungen, zwischen der Aufgabe ihrer Heimat und der Aufgabe ihrer deutschen Sprache und Kultur zu wählen. Wer sein Volkstum behalten wollte, musste Südtirol verlassen. Unter dem Eindruck der intensiven Propaganda der beiden Diktatoren entschieden sich rund 86 Prozent für das Verlassen der Heimat. Etwa 75.000 haben Südtirol dann tatsächlich verlassen, wenig mehr als 20.000 kehrten nach Kriegsende zurück;
Zwischen Hitler und Mussolini wurde 1939 ebenfalls vereinbart, im Rahmen der beabsichtigten Aufteilung Jugoslawiens in deutsche und italienische Interessenssphären die Gottscheer aus ihrer seit 600 Jahren besiedelten Heimat im Süden des heutigen Sloweniens auszusiedeln. Unter erheblichem propagandistischen Druck entschieden sich nach der Besetzung Jugoslawiens 1941 12.000 der 13.000 Gottscheer für die Option der Umsiedlung in das „Ranner Dreieck“ genannte Gebiet der Untersteiermark südlich der Save um Brežice.
Zu den Maßnahmen nationalsozialistischer Rassen-, Großraum-, Siedlungs- und Bevölkerungspolitik gehörten groß angelegte Planungen und Umsiedlungsprojekte im Vorfeld und während des Krieges gegen die Sowjetunion. Dabei kam es zu brutalen Vertreibungen, Deportationen, Massakern und Verpflichtung zur Zwangsarbeit auch in anderen Gebieten, insbesondere nach dem deutsch-sowjetischen Nichtangriffspakt. In diesem Zusammenhang steht die von Hitler und Stalin 1939 vereinbarte Aussiedlung von Deutsch-Balten aus Estland und Lettland sowie von Bessarabiendeutschen; die meisten von ihnen wurden in polnischen Gebieten (südliches Westpreußen, Posener Land oder Warthegau, vereinzelt auch in anderen Teilen Polens) angesiedelt.
Die Deportationen in der UdSSR, unter anderem 1940 im Baltikum sowie die Auflösung der Wolgarepublik der deutschen Minderheit als ein ethnischer Risikoträger und die Aussiedlung ihrer Bewohner nach Kasachstan und in andere Teile der Sowjetunion nach dem deutschen Angriff 1941 geschahen gleichzeitig mit der deutschen Zwangsbesiedlung von zuvor ganz oder teilweise polnischen Gebieten, nachdem 1941 rund 650.000 Polen aus Westpolen und Westpreußen in das so genannte Generalgouvernement vertrieben worden waren. Eine weitere Vertreibungsaktion betraf 110.000 Polen im Raum der südostpolnischen Stadt Zamość, die Aktion Zamość. Zuständig für die Vertreibung der Polen und Juden war auf deutscher Seite die Umwandererzentralstelle („Amt für Aussiedlung von Polen und Juden“), für die Verwertung des zurückgelassenen Vermögens die Haupttreuhandstelle Ost bzw. die „Treuhandstelle für das Generalgouvernement“ und für die Neuansiedlung der Volksdeutschen unter dem Propagandabegriff „Heim ins Reich“ die Volksdeutsche Mittelstelle.
Der Generalplan Ost, Grundlage der Maßnahmen in Polen, war das 1941 und 1942 vom Reichssicherheitshauptamt (RSHA) ausgearbeitete Vorhaben, nach der Vernichtung der europäischen Juden weitere von den Nationalsozialisten als „minderwertig“ bezeichnete Rassen (vor allem slawische Völker) langsam nach Ostrussland und Sibirien zu vertreiben, unter der Voraussetzung eines Sieges gegen die Sowjetunion. Im Prozess Rasse- und Siedlungshauptamt der SS von 1948, dem achten der zwölf Nürnberger Nachfolgeprozesse vor einem amerikanischen Militärgericht, wurden diese Vertreibungen als Kriegsverbrechen und Verbrechen gegen die Menschlichkeit bewertet und geahndet. Auch die Neuansiedlungen wurden als Verstoß gegen die Haager Landkriegsordnung bestraft (vgl. Vertreibung und Völkerrecht).

## Vertreibung der Deutschen 1945 bis 1950

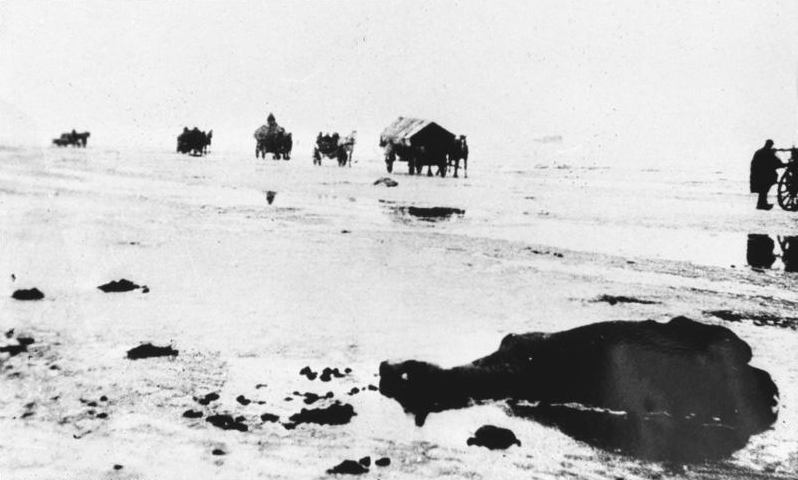
Flüchtlingstreck über das Kurische Haff 1945

Am 21. Juni 1945 begannen in einem 50 bis 200 Kilometer breiten Gebiet östlich von Oder und Neisse wegen der massenhaften Rückkehr der Kriegsflüchtlinge aus der Sowjetischen Besatzungszone (SBZ), und um für die Potsdamer Konferenz der Siegermächte vollendete Tatsachen zu schaffen, die dort stationierten Truppen der Polnischen Volksarmee mit der gewaltsamen „Aussiedlung“ der „echten“ Deutschen per Fußmarsch in die SBZ.
Im August 1945 einigten sich die Teilnehmer der Potsdamer Konferenz auf die Ausweisung der Deutschen aus Polen, der Tschechoslowakei und Ungarn in Form einer „Überführung … in ordnungsgemäßer und humaner Weise“. Im öffentlichen und behördlichen Sprachgebrauch war dies auch die Bezeichnung für die Zwangsaussiedlung von Deutschen. In den Westzonen wurde aufgrund der Ausweitung dieser Ausweisungen auf Volksdeutsche aus Rumänien, Jugoslawien und Sowjetunion die Maßnahmen scharf kritisiert und im öffentlichen Sprachgebrauch etablierten sich die Begriffe Austreibung und Vertreibung.
In der Schlussphase des Zweiten Weltkriegs und nach dessen Ende wurden 12 bis 14 Millionen Deutsche aus den Ostgebieten des Deutschen Reiches sowie deutschsprachige Bewohner aus Ostmittel-, Ost- und Südosteuropa vertrieben. Anders als im Potsdamer Abkommen, das die drei Siegermächte USA, Sowjetunion und Großbritannien am 2. August 1945 abgeschlossen hatten, vorgesehen, verlief die Vertreibung weder geordnet noch in humaner Weise: Sie ging einher mit Plünderungen, Zwangsarbeit und Tötungen, bei denen bis zu 2,5 Millionen Deutsche ums Leben kamen. Die Opferzahlen sind stark umstritten. Die Vertriebenen siedelten sich zum größten Teil in der Bundesrepublik Deutschland an, wo sie als Heimatvertriebene anerkannt wurden. Sie gründeten eine eigene Partei, den Gesamtdeutschen Block/Bund der Heimatvertriebenen und Entrechteten, der bis in die 1960er-Jahre aktiv war. Die Integration der Vertriebenen stellte die junge Bundesrepublik vor große Herausforderungen.

## Weitere Vertreibungen während und nach dem Zweiten Weltkrieg
Ungefähr gleichzeitig mit der Vertreibung von Deutschen aus Teilen Osteuropas, besonders aus den östlichen Gebieten des Reiches, fanden in Ostmitteleuropa weitere Vertreibungen beziehungsweise ethnische Säuberungen statt, etwa zwischen Polen und der sowjetischen Ukraine, von in der Slowakei lebenden Ungarn und andere.
- Die Vertreibungen in Finnland/Karelien. Anfang der 1940er-Jahre wurden die finnischen Karelier gleich zweimal vertrieben. Nach der Niederlage Finnlands im sowjetisch-finnischen Winterkrieg wurden insgesamt 400.000 teils von der finnischen Regierung aus dem grenznahen Gebiet evakuiert, zum größeren Teil von der Roten Armee vertrieben. Nach dem Überfall auf die Sowjetunion 1941 kehrten etwa 70 % von ihnen zurück. Sie wurden 1944 im Zuge der Wiedereroberung Kareliens durch die Sowjetunion erneut vertrieben. Die Vertreibung der Karelier wurde auch nicht symbolisch wiedergutgemacht; Karelien ist bis heute zwischen Russland und Finnland aufgeteilt.[15]
- Die erzwungene Umsiedlung von Völkern in der Sowjetunion, die als politisch unzuverlässig angesehen wurden, durch Josef Stalins Regierung vor allem in der ersten Hälfte der 1940er-Jahre. Hierzu gehört die Deportation der Wolgadeutschen, Tschetschenen, Inguschen, Krimtataren, Ingermanländer Finnen, Mescheten, Koreaner (Korjo-Saram), Pontos-Griechen, Kurden sowie vieler Esten, Letten, Litauer und Ukrainer. Alle diese Völker wurden innerhalb des sowjetischen Machtbereichs deportiert. Den Krimtataren gelang Ende der 1980er-Jahre die Rehabilitierung, ein großer Teil ist auf die Krim zurückgekehrt. Die polnische Volksgruppe in Litauen, im westlichen Weißrussland und in der Westukraine (in der deutschen Literatur oft ungenau als „Ostpolen“ bezeichnet) wurde teilweise nach Osten (Zentralasien) deportiert, teilweise 1945/46 nach Westen (Polen) vertrieben, teilweise konnte sie auch in ihrer Heimat verbleiben. Die Wolgadeutschen siedelten zum größten Teil von ihren zugewiesenen Wohnorten in Sibirien und Zentralasien seit den 1980er-Jahren als Aussiedler beziehungsweise Spätaussiedler nach Deutschland aus.
- Griechische Truppen vertrieben 1944 einen Großteil der Çamen (Albaner) kollektiv nach Albanien, wobei es nach albanischen Darstellungen zu vielen Opfern unter der Bevölkerung kam.
- Die Umsiedlung bzw. Vertreibung von etwa 1,2 Millionen Polen von 1944 bis 1946 aus den der Sowjetunion angeschlossenen polnischen Ostprovinzen von 1919/20 bis 1939 nach Polen und in die nach dem Krieg de facto Polen angeschlossenen deutschen Ostgebiete.
- Umsiedlung von ca. 150.000 Ukrainern aus Südostpolen in die vormals deutschen Gebiete im Nordwesten Polens in der „Aktion Weichsel“.
- Nach der Kapitulation Japans am 2. September 1945 wurden 6,5 Millionen Japaner aus den während des Weltkriegs eroberten Gebieten sowie aus der ehemaligen Präfektur Karafuto auf Sachalin zwangsweise repatriiert.[16]
- Julisch Venetien (Istrien, Fiume/Rijeka und Dalmatien): Zwischen 1943 und 1954 wurden Zehntausende ethnische Italiener aus Julisch Venetien vertrieben und enteignet. Über die Zahl der Betroffenen existieren verschiedene Angaben von ca. 200.000 bis 350.000.[17] Zwischen 5.000 und 21.000 fielen den Foibe-Massakern zum Opfer.[18] Seit 2005 wird in Italien jährlich am 10. Februar ein Gedenktag abgehalten, um der Opfer der Foibe-Massaker sowie der Esuli (Vertriebenen) zu gedenken. Gemäß dem Vertrag von Rom (1983) verpflichtete sich das ehemalige Jugoslawien dazu, 110 Millionen US-Dollar an Entschädigungszahlungen für die italienischen Flüchtlinge und ihre zurückgebliebenen Besitztümer zu leisten. Davon wurden bis 1991 etwa 17 Millionen ausbezahlt. Die Nachfolgestaaten Slowenien und Kroatien einigten sich, die Restschuld in Höhe von 93 Mio. untereinander zu verteilen in einem Verhältnis von 60 zu 40. Slowenien hat also zirka 56 Mio. Verbindlichkeiten, Kroatien 37 Mio. übernommen. Slowenien hat seinen Anteil bereits 2002 auf ein Konto der Dresdner Bank in Luxemburg eingezahlt. Die italienische Regierung hat sich aber geweigert, diese Zahlung als rechtmäßig anzuerkennen. Kroatien hat seinerseits angeboten, die eigene Schuld zu begleichen.
- Slowakei: Im Süden der Slowakei lebten bis 1945 rund 720.000 ethnische Ungarn (Magyaren). Sie wurden 1945 wie die Sudeten- und Karpatendeutschen durch die Beneš-Dekrete enteignet. Etwa 30.000 Ungarn haben unmittelbar nach dem Krieg die Tschechoslowakei verlassen. Im Rahmen des Bevölkerungsaustausches sind 73.000 Slowaken aus Ungarn in die Tschechoslowakei und etwa 70.000 bis 90.000 Ungarn aus slowakischen Gebieten teilweise in Dörfer gezogen, wo früher Donauschwaben gelebt hatten. Die Umsiedlung der Slowaken ist auf freiwilliger Basis gelaufen, die Ungarn wurden größtenteils unfreiwillig umgesiedelt. Die Ungarn in der Slowakei haben von 1945 bis Anfang der 1950er-Jahre in einem rechtlosen Rahmen gelebt, einige Tausend bis Zehntausend sind unfreiwillig in Gebiete umgesiedelt worden, die im Sudetenland von Deutschen verlassen werden mussten. Heute leben um die 500.000 Ungarn in der Slowakei. Die Beneš-Dekrete sind in den ungarisch-slowakischen Beziehungen nach wie vor umstritten.

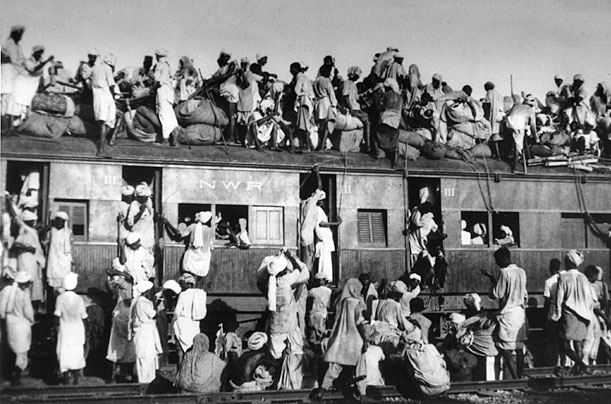
Überfüllter Flüchtlingszug, Punjab, Indien 1947

- Überfüllter Flüchtlingszug, Punjab, Indien 1947 Indien: Bei Erreichen der Unabhängigkeit von Großbritannien 1947/48 und der Etablierung von Pakistan und der Indischen Union wurden Millionen Sikhs, Hindus und Muslime aus den mehrheitlich von Angehörigen der anderen Religionsgemeinschaft besiedelten Gebieten vertrieben. Dieser brutale „Bevölkerungsaustausch“ betraf zwischen 14 und 15 Millionen Menschen. Etwas über sieben Millionen Muslime wurden von Indien nach Pakistan vertrieben, eine etwa gleich große Zahl Sikhs und Hindus aus Pakistan nach Indien.
- Im Palästinakrieg (1948/49) flüchteten 472.000 bis 650.000 palästinensische Araber[19] aus ihren Wohnorten oder wurden vertrieben. Es ist unklar, in welchem Anteil Flüchtlinge und Vertriebene stehen. Mehr als 850.000 Juden wurden gleichzeitig in den arabischen Staaten aus ihrer Heimat vertrieben. Die meisten von ihnen wanderten nach Israel aus (etwa 500.000), manche auch nach Frankreich oder in die USA. Die Mehrheit der Palästinenser ging nach Jordanien, weitere nach Libanon, Syrien und den damals ägyptisch besetzten Gazastreifen. Ein weiterer wichtiger Zufluchtsort in der arabischen Welt war Kuwait. Eine erneute Vertreibung der Palästinenser fand unmittelbar nach dem Zweiten Golfkrieg statt, als Kuwait binnen zwei Wochen etwa 450.000 Palästinenser vertrieb.[20]
- Im Juni 1952 und im Oktober 1961 wurden Zwangsaussiedlungen an der innerdeutschen Grenze durchgeführt.
- Chagos-Archipel: Zwangsumsiedlung der gesamten einheimischen Bevölkerung, der Chagossianer, im Jahr 1971. Grund war die Verpachtung der Hauptinsel Diego Garcia durch Großbritannien an die U.S. Air Force.
- Zypern: Nach der türkischen Intervention in Nordzypern ab dem 20. Juli 1974 wurden mehrere Tausend griechische Zyprioten in den Südteil der Insel vertrieben.
- SFR Jugoslawien: Die als ethnische Säuberungen bekannt gewordenen Vertreibungen im Laufe der Jugoslawienkriege von 1991 bis 1995. Bereits während des Ersten Weltkrieges hatte es Vertreibungen im Gebiet des späteren Jugoslawien gegeben.
- Weitere Vertreibungen geschahen in Afrika. Allein infolge des seit 2003 andauernden Darfur-Konfliktes sind über 2,5 Millionen Menschen vertrieben worden.
- Vertreibung der Armenier aus Bergkarabach, nach dem militärischen Sieg der aserbaidschanischen Diktatur über das De-facto-Regime Republik Arzach am 20. September 2023. (siehe auch: Bergkarabachkonflikt; Vertreibung der Bergkarabach-Armenier)

## Völkerrecht
Vertreibungen sind völkerrechtswidrig. Sie wurden bereits im Naturrecht des 18. Jahrhunderts geächtet. Sie verstoßen unter anderem gegen die Haager Landkriegsordnung von 1907, gegen das Verbot von Kollektivausweisungen, gegen das Selbstbestimmungsrecht der Völker und gegen das Eigentumsrecht. Vertreibungen sind oft mit Enteignungen verbunden. Doch selbst eine Vertreibung ohne Enteignung würde das Eigentumsrecht der Vertriebenen verletzen, weil dieses Recht das Recht der Nutzung einschließt. Ein Vertriebener kann aber seine Immobilien nicht mehr nutzen.
Soweit Vertreibungen eine hinreichend klar definierte Gruppe betreffen und mit der Absicht durchgeführt werden, diese Gruppe als solche ganz oder teilweise zu zerstören, erfüllen sie außerdem den Tatbestand des Völkermordes im Sinne der UN-Konvention von 1948.
Das Statut des Internationalen Strafgerichtshofes definiert Vertreibung als Verbrechen gegen die Menschlichkeit.
In einem Gutachten, das 1991 im Auftrag der Bayerischen Staatsregierung erstellt wurde, beurteilte der UN-Völkerrechtsberater Felix Ermacora die Vertreibung der Sudetendeutschen als Völkermord. Die Mehrheit der Völkerrechtler teilt Ermacors Ansichten nicht. So schreibt etwa Christian Tomuschat, es könne „trotz der Schwere der Taten von einer gezielten Gesamtaktion des Völkermordes nicht die Rede sein.“ Die Begriffe „Genozid“ und „Völkermord“ wurden von Vertriebenenfunktionären „als moralische Waffen (statt als juristisch-politische Werkzeuge)“ verwendet, um „die qualitativen Unterschiede zwischen alliierter/tschechoslowakischer und nationalsozialistischer deutscher Politik einzuebnen“. Auch das Untersuchungsergebnis der von der EU beauftragten Gutachter Jochen Frowein, Ulf Bernitz und Christopher Lord Kingsland, veröffentlicht am 2. Oktober 2002, unterstützt Ermacoras Wertung nicht.
Norman M. Naimark vertritt die Auffassung, dass die Vertreibung der Deutschen aus Polen und der Tschechoslowakei alle Elemente einer ethnischen Säuberung aufwiesen, aber keinen Völkermord darstellten.

## Vertreibungsverluste
Vertreibungsverluste gliedern sich in drei Kategorien:
1. Verluste an Leib und Leben (vgl. Gesamterhebung),
2. materielle Verluste und wirtschaftliche Schäden,
3. ideelle und kulturelle Verluste.

Diese drei Verlustkategorien betreffen regelmäßig drei Gruppen:
1. die vertriebene Bevölkerung,
2. die aufnehmende Bevölkerung und
3. die neu angesiedelte Bevölkerung (von deren politischer Vertretung regelmäßig die Vertreibung ausging).

Die Verluste der vertriebenen Bevölkerung liegen auf der Hand. Aber auch die aufnehmende Bevölkerung hat zumindest kurzfristig oft unter Vertreibungen zu leiden. So wurde die Hungersnot der Nachkriegszeit in Deutschland (Hungerwinter 1946/47) durch die erzwungene Aufnahme von Millionen Vertriebenen auch für die einheimische Bevölkerung massiv verschärft.
Auch für die neue Bevölkerung stellt die Vertreibung oft keinen echten Gewinn dar, da diese häufig selbst eher unfreiwillig in dieses Gebiet gekommen sind, entweder durch wirtschaftlichen Zwang oder durch Vertreibung aus anderen Gebieten. Außerdem besteht in der Neubevölkerung oft die Furcht, dass sich die vertriebene Bevölkerung das Land wieder holt, so dass wenig Neigung zu langfristiger Standortsicherung besteht.

## Posttraumatische Belastungsstörungen
Nach einer nicht repräsentativen Studie, die auf der Auswertung von 600 Berichten und Interviews der Vertriebenen- und Flüchtlingsgeneration des Zweiten Weltkrieges beruht, wurden folgende Störungen festgestellt: „Sie leiden zum Beispiel unter Ängsten, Nervosität, Schlafstörungen, Schreckhaftigkeit, Alpträumen, werden von immer wiederkehrenden Bildern schrecklicher Erlebnisse gequält.“

## Die politische Debatte über den Vertreibungsbegriff seit 1950

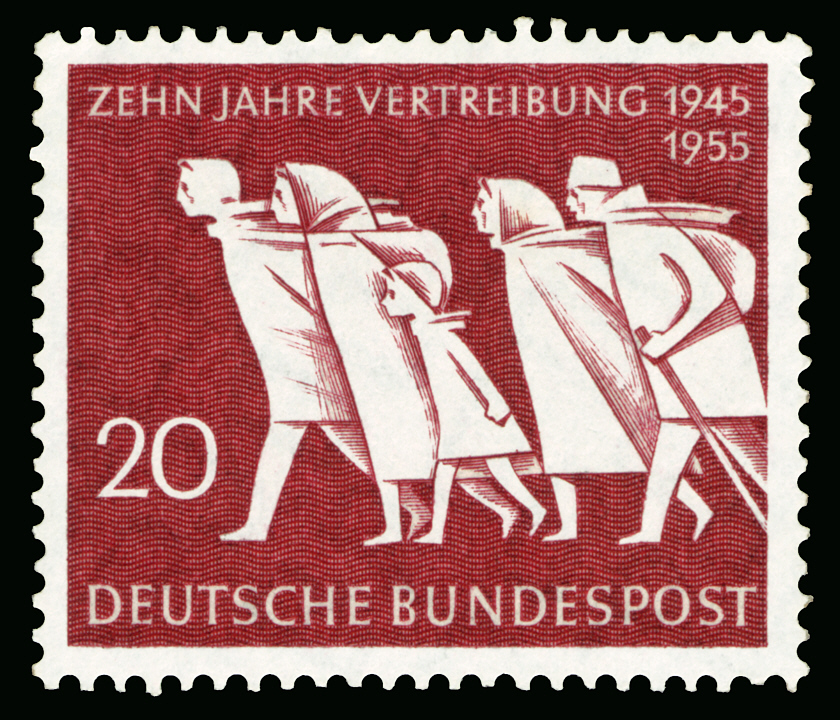
Briefmarke (1955): Zehn Jahre Vertreibung 1945

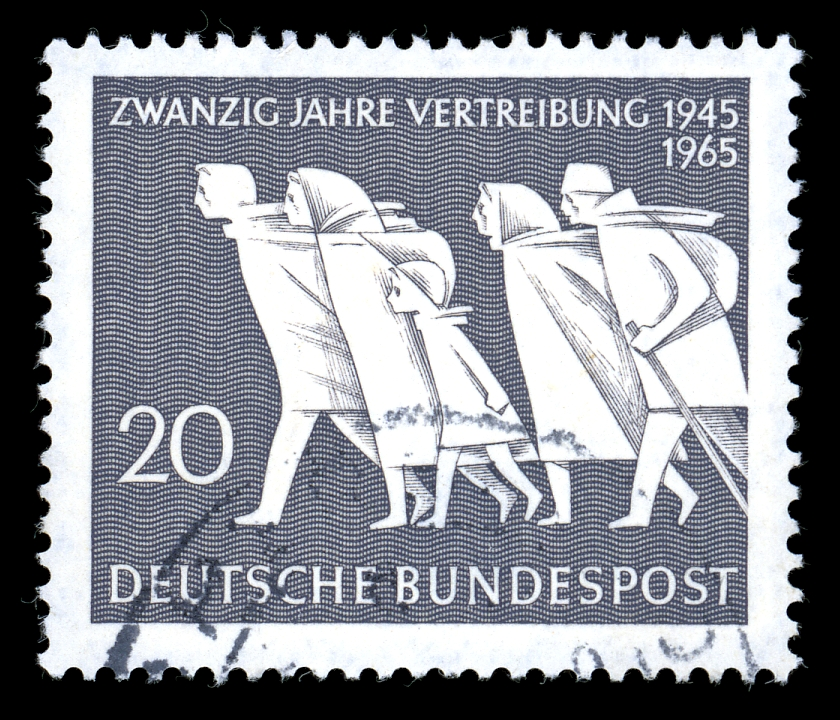
Briefmarke (1965): Zwanzig Jahre Vertreibung

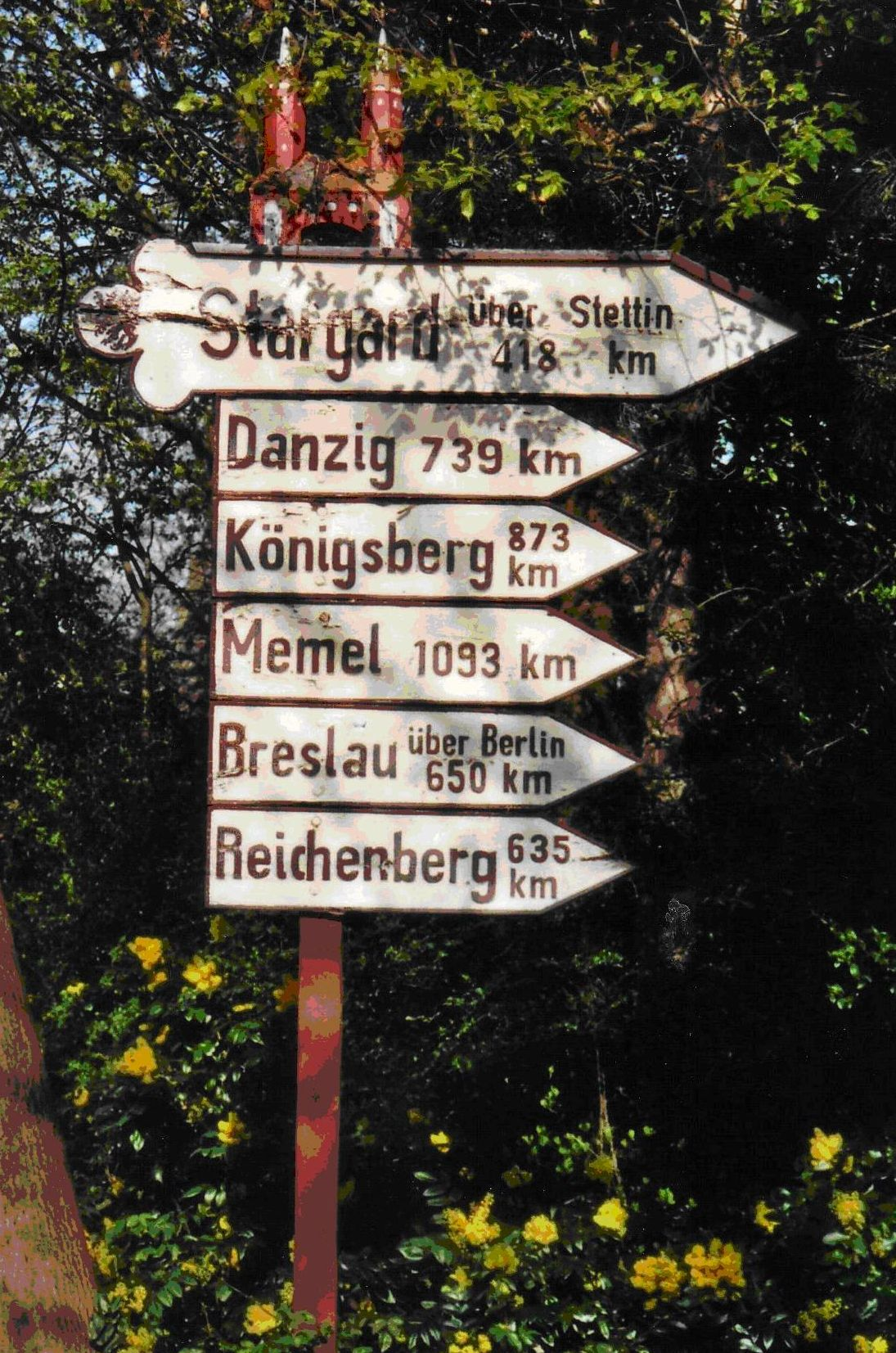
Wegweiser beim Bahnhof Elmshorn (2009)

Im deutschen Sprachraum bezeichnet der Begriff in einem verengten Verständnis meist Ausweisung und Flucht deutschsprachiger Bevölkerung aus Grenzräumen mit nichteinheitlicher Bevölkerungsgeschichte oder isolierten mehrheitlich deutschen Sprachgebieten in den ehemals deutschen Ostgebieten, Polen, dem heutigen Tschechien und anderen Staaten Osteuropas nach dem Ende des Zweiten Weltkriegs.
Der Begriff Vertreibung beziehungsweise Vertriebene setzte sich erst Ende der 1940er-Jahre durch und wurde nur in der Bundesrepublik zur offiziellen, auch gesetzlich fixierten Bezeichnung dieses Vorgangs (Heimatvertriebene) beziehungsweise der von ihm Betroffenen. Bis dahin wurden zwangsumgesiedelte Deutsche begrifflich nicht von der Gesamtheit der Flüchtlinge (siehe Displaced Persons) unterschieden, zuweilen auch – wie im späten nationalsozialistischen Sprachgebrauch – als „Evakuierte“ bezeichnet.
Verwendung und genaue Bedeutung des Begriffs Vertreibung sind in Deutschland etwa seit den späten 1980er Jahren strittig, da die Abgrenzbarkeit zwischen (gewaltsamer) Vertreibung und (gewaltloser) Emigration zunehmend in Frage gestellt wurde. Von einigen Politikern und Publizisten wurde die These aufgestellt, der Begriff der Vertreibung bezeichne lediglich eine Form von Zwangsmigration und komme in der internationalen Forschung überwiegend als deutsches Lehnwort (im Englischen expulsion bzw. expellees) vor, während außerhalb Deutschlands sonst eher von Deportierten oder Flüchtlingen (refugees) gesprochen wird. Hinzu komme die Konfrontation des Kalten Krieges, denn in jenen Nationen, die Flucht und Vertreibung der Deutschen ab 1944/1945 veranlasst hatten, wähle man eher verharmlosende Begriffe, etwa das tschechische Wort Odsun (dt. „Abschiebung durch Abtransport“) und den Begriff Transfer („Überführung“). Auch innerhalb Deutschlands sei der Begriff der Vertreibung und der Vertriebenen nicht immer selbstverständlich gewesen. Tatsächlich herrschte anfangs der Flucht- und Flüchtlingsbegriff vor, zudem wurde in der Sowjetischen Besatzungszone und in der DDR offiziell gezielt von „Umsiedlern“ bzw. „ehemaligen Umsiedlern“ und „Neubürgern“ gesprochen. 1950 waren dies dort etwa 4,3 Millionen Menschen.
Eine eigenständige Benennung dieser Gruppe als „Vertriebene“ sei, so der Einwand, weniger durch evidente Tatsachen gerechtfertigt gewesen, sondern sie sei eher der Logik juristischer und politischer Zweckmäßigkeit geschuldet: Zum einen besaßen sie – aufgrund ihrer deutschen Staatsangehörigkeit (bei den Vertriebenen aus den ehemaligen deutschen Ostgebieten und aus dem Sudetenland) beziehungsweise als Volksdeutsche – einen anderen Rechtsstatus als nichtdeutsche Deportierte und Flüchtlinge. Zum anderen bot die Wahl dieses Begriffes mehrere politisch und sozial erwünschte Möglichkeiten: Er schuf eine Distanz zwischen deutschen Deportierten und den von den Deutschen Deportierten – Juden, Polen, Tschechen, Russen usw. Damit ermöglichte er in der Bundesrepublik einen Opferdiskurs, der eine tief greifende Auseinandersetzung mit dem Nationalsozialismus erschwerte.
Einige führende Vertreter der deutschen Vertriebenen, namentlich der Vorsitzende der Landsmannschaft Schlesien, Herbert Hupka, und der Präsident des Bundes der Vertriebenen, Wenzel Jaksch (Hupka bis nach 1970, Jaksch bis zu seinem Tode), waren Sozialdemokraten. Die SPD vertrat die Interessen der deutschen Vertriebenen bis etwa 1964 gleichermaßen wie die CDU und CSU. Insbesondere vertrat die SPD jahrelang die Überzeugung, nicht nur die Vertreibung selbst sei ein Verbrechen gewesen, sondern die etwaige Anerkennung der Oder-Neiße-Linie als neuer deutsch-polnischer Grenze wäre als ein politisches Unrecht zu bewerten. In diesem Zusammenhang steht auch der später oft zitierte Aufruf Willy Brandts, Herbert Wehners und Erich Ollenhauers zum Deutschlandtreffen der Schlesier im Jahre 1963: „Verzicht ist Verrat, wer wollte das bestreiten. 100 Jahre SPD heißt vor allem 100 Jahre Kampf für das Selbstbestimmungsrecht der Völker. Das Recht auf Heimat kann man nicht für ein Linsengericht verhökern. Niemals darf hinter dem Rücken der aus ihrer Heimat vertriebenen oder geflüchteten Landsleute Schindluder getrieben werden!“ Diese Politik der SPD änderte sich allerdings ab etwa 1965, als die neue Ostpolitik entwickelt wurde. In seiner Regierungserklärung von 1969 gab Willy Brandt offen die Bereitschaft zur Anerkennung der Oder-Neiße-Linie als deutsch-polnische Grenze zu erkennen.
In den 1950er Jahren ließ sich durch die begriffliche Unterscheidung zwischen „normalen“ Deportierten und deutschen Vertriebenen die Forderung nach Revision der Oder-Neiße-Linie leichter aufrechterhalten. Die Forderung nach dieser Revision diente nicht zuletzt der Integration der Vertriebenen in die westdeutsche Nachkriegspolitik. Es sollte verhindert werden, dass die Vertriebenen sich in noch stärkerem Ausmaß Parteien zuwandten, in denen sich damals ehemalige Nationalsozialisten sammelten wie in der SRP, der DP, und dem Gesamtdeutschen Block/Bund der Heimatvertriebenen und Entrechteten.
Das Bundesverfassungsgericht hat hingegen eine andere Rechtsauffassung vertreten: Danach wurden die Gebiete östlich von Oder und Lausitzer Neiße weder durch die Beschlüsse der Potsdamer Konferenz vom Juli/August 1945, noch durch den Warschauer Vertrag von 1970 völkerrechtswirksam von Deutschland als Ganzem getrennt. Von diesem staats- und völkerrechtlichen Standpunkt aus ging es in den 1950er und 1960er Jahren nicht um deutsche Gebietsforderungen an Polen, sondern um umstrittene polnische Gebietsforderungen aus der Vergangenheit an Deutschland.
In der DDR dagegen wurden die Zwangsumgesiedelten als Umsiedler bezeichnet, ein gruppenspezifischer Sonderstatus im Sozialrecht wurde namentlich bei der Verteilung enteigneter Flächen bei der Bodenreform von 1946 und im „Gesetz zur weiteren Verbesserung der Lage der ehemaligen Umsiedler in der Deutschen Demokratischen Republik“ vom 8. September 1950 fixiert, blieb jedoch im Unterschied zum langfristig angelegten Vertriebenenrecht der Bundesrepublik nur bis in die frühen 1950er-Jahren relevant. Außerdem anerkannte die DDR bereits 1950 im Görlitzer Abkommen die Oder-Neiße-Linie als „Friedensgrenze“ zwischen der DDR und Polen. Sämtliche im Bundestag vertretenen Parteien mit Ausnahme der KPD legten gegen diesen Akt Rechtsverwahrung ein und bezeichneten ihn als „null und nichtig“.
Die zeitgeschichtliche Forschung differenziert zwischen aufeinander folgenden Ereignissen der Flucht, Vertreibung und Zwangsumsiedlung. Heute stellen einige Historiker das damit bezeichnete Phänomen unter den Oberbegriff Zwangsmigration. Dieser Sprachgebrauch lehnt sich an die Formulierung des damaligen Bundespräsidenten Richard von Weizsäcker an, der in seiner Rede zum 40. Jahrestag des Kriegsendes am 8. Mai 1985 die Vertreibung der Deutschen als „erzwungene Wanderschaft“ bezeichnet hatte.
Ein völliges Fallenlassen des Vertreibungsbegriffs ist aber – angesichts seiner Verankerung im öffentlichen (nicht nur deutschen) Bewusstsein – auch aus Sicht der politischen Linken – praktisch nicht möglich. Wünschenswerter erscheint die Einordnung des Vertreibungsbegriffs in den Gesamtzusammenhang von Zwangsumsiedlungen im 20. Jahrhundert, so wie er in jüngster Zeit verstärkt vorgenommen wird. Lange Debatten um Begriffe haben die Wirkung, politisch heikle Fragen wie die nach der Zahl der Morde und Vergewaltigungen bei diesem Geschehen an den Rand der Diskussion zu drängen.
Darüber hinaus erscheint der politischen Linken der Versuch fruchtbar, Vertreibung und jede Form von Zwangsmigration im Rahmen des allgemeinen Migrationsgeschehens zu betrachten. Denn angeblich könne eine klare Trennung zwischen Zwangsumsiedlung, Flucht und „freiwilliger“ Migration häufig nicht vorgenommen werden.
Zum anderen zeigen neuere Untersuchungen zur Integration der Vertriebenen angeblich, dass der Umgang mit und das Verhalten von Vertriebenen mehr Parallelen als Unterschiede zu anderen Migrantengruppen aufweist. Konkrete Unterschiede, wie etwa die von den deutschen Vertriebenen bis zum heutigen Tage erhobenen Forderungen nach Aufklärung des Schicksals von mehreren Hunderttausend spurlos Vermissten, Rückkehrrecht, Heimatrecht, Eigentumsrückgabe und Anerkennung ihres Schicksals als eines Verbrechens gegen die Menschlichkeit im Sinne der Statuten des Internationalen Gerichtshofs von Nürnberg, dürfen nach dieser Sichtweise nicht über die großen Parallelen zwischen deutschen „Zwangsmigranten“ und ausländischen Zuwanderern in Deutschland hinwegtäuschen. Dennoch – so diese Sichtweise – werde man das Spezifikum der Zwangsmigration auch weiterhin zu berücksichtigen haben.
Die Vertreibungen der 1990er-Jahre in Bosnien, Kroatien und im Kosovo haben diese deutsche Diskussion wieder in den Hintergrund rücken lassen. Die Überzeugung, dass Vertreibung und Migration zwei grundlegend unterschiedliche Dinge sind, gewann wieder die Oberhand. Verbunden damit war die Rückkehr zum eingangs definierten Vertreibungsbegriff. So erklärte Bundeskanzler Gerhard Schröder in seinem Grußwort an den Tag der Heimat in Stuttgart vom 5. September 1999: „Jeder Akt der Vertreibung, so unterschiedlich die historischen Hintergründe auch sein mögen, ist ein Verbrechen gegen die Menschlichkeit.“
Peter Glotz zitierte 2001 Roman Herzog: 

„Kein Unrecht, und mag es noch so groß gewesen sein, rechtfertigt anderes Unrecht. Verbrechen sind auch dann Verbrechen, wenn ihm andere Verbrechen vorausgegangen sind.“

Sehr kontroverse Sichtweisen gibt es in der polnischen Politik. Erst seit der politischen Wende 1988/89 konnte das Thema Vertreibung der Deutschen in der polnischen Öffentlichkeit offen diskutiert und von Historikern ohne politische Einflussnahme erforscht werden. Seither wurde die Vertreibung in zahlreichen Publikationen und Veröffentlichungen historisch aufgearbeitet und in einer gesellschaftspolitischen Debatte bis heute kontrovers diskutiert. Während der polnische Außenminister Władysław Bartoszewski am 28. April 1995 im Deutschen Bundestag die Vertreibung der Deutschen öffentlich als ein Unrecht bezeichnete, sprach 2008 der Oppositionsführer Jarosław Kaczyński davon, dass „Deutschland zu hundert Prozent Schuld am eigenen Vertriebenenschicksal trage“.